# Pentagastrin-Test
Der Pentagastrin-Test ist ein Calcitonin-Stimulationstest, der als diagnostisches Verfahren in der Endokrinologie eingesetzt wurde. Durch Infusion des synthetisch hergestellten Oligopeptids Pentagastrin kommt es zu einer Stimulation der Ausschüttung des in den parafollikulären Zellen (C-Zellen) der Schilddrüse gebildeten Calcitonins und damit zu einem messbaren Anstieg der Calcitonin-Konzentration im Blut. Bei bestimmten Erkrankungen der Schilddrüse, insbesondere beim medullären Schilddrüsenkarzinom, einer Krebserkrankung der parafollikulären Zellen, kommt es zu einem stärkeren Anstieg der Calcitonin-Konzentration, als dies bei Gesunden oder im Rahmen anderer Erkrankungen der Fall ist. 
Neben dem Pentagastrin-Test kann eine Calcitonin-Stimulation auch mit anderen Substanzen, wie Calcium und Omeprazol erfolgen. Diese Substanzen werden zu diesem Zweck allerdings nur noch selten eingesetzt, beispielsweise wenn eine Kontraindikation für den Einsatz von Pentagastrin besteht, da die Calcitonin-Stimulation und die Sensitivität zum Nachweis eines medullären Schilddrüsenkarzinoms geringer sind als mit Pentagastrin. Der Pentagastrin-Test wird aktuell (2015) nicht mehr durchgeführt, weil Pentagastrin nicht mehr verfügbar ist.